# Entreprise unipersonnelle à responsabilité limitée
L'entreprise unipersonnelle à responsabilité limitée (EURL) est un type de société offrant une structure juridique d'accueil pour l'entreprise.
En France, il s'agit en fait juridiquement d'une société à responsabilité limitée (SARL) mais qui ne compte qu'un seul associé et dont le fonctionnement est simplifié par rapport à celui d'une SARL pluripersonnelle.

## Présentation
Comme la SARL, l'EURL permet de limiter la responsabilité aux seuls apports. À la différence de la SARL, il suffit d'une seule personne pour constituer une EURL. Le capital social de l'EURL est, à l'instar de celui de la SARL, librement fixé par les statuts.
En droit français, cette structure a été créée par la loi du 11 juillet 1985, après trente ans de débats juridiques sur l'unicité du patrimoine et la nature contractuelle de la société, conclus par une étude de Jean-Denis Bredin penchant vers la « formule rivale » de « patrimoine d'affectation ».
Ce statut, élaboré à l'initiative de Michel Crépeau, alors ministre du Commerce, de l'Artisanat et du Tourisme, permet d'instaurer l'autonomie juridique du patrimoine affecté par un entrepreneur individuel à son entreprise unipersonnelle. Elle permet également de passer en SARL par simple changement de statuts, et inversement. Elle a été transposée en exploitation agricole à responsabilité limitée pour le secteur agricole.

## Dénomination
Selon le pays, elle est désignée par l'expression :
- Société privée à responsabilité limitée unipersonnelle en Belgique ;
- Entreprise unipersonnelle à responsabilité limitée (EURL) en France ; il ne s'agit toutefois que d'une dénomination née de la pratique et sans valeur légale : la forme juridique qui apparaît sur l'extrait d'immatriculation au Registre du Commerce et des Sociétés est SARL[1] ;
- Société unipersonnelle à responsabilité limitée (SUARL) en Tunisie.

## EURL et EIRL
L'EURL est une forme de société (SARL à une seule personne). À l'inverse, l'EIRL ne correspond pas à la création d'une nouvelle personne juridique, il s'agit simplement d'un régime particulier de l'entreprise individuelle pour lequel les biens personnels apportés de l'entrepreneur sont protégés. Pour autant, la protection se limite au patrimoine dit « d'affectation ».
Si certaines situations sont plus favorables au choix de l'une ou l'autre des formes sociales, le passage d'une EIRL à une EURL (voire à une SARL en cas de pluralité d'associés) est toujours possible et est même fréquent, les structures EURL et SARL étant souvent jugées plus simples et protectrices.

## Avantages de l'EURL
L'EURL peut être envisagée comme une première étape avant le déploiement rapide de l'activité avec l'accueil ultérieur de nouveaux associés par exemple (l'EURL peut en effet devenir une SARL par simple entrée de nouveaux associés sans changement de forme sociale).
D'ailleurs, à l'image de la SARL, l'EURL permet de protéger son patrimoine personnel. L'unique associé ne supporte alors les dettes sociales qu'à concurrence du montant de ses apports.
Surtout, la séparation nette des patrimoines permet d'amortir certains frais (loyer, électricité, facture internet, etc.) qui seront directement pris en charge par la société, au contraire de l'EIRL par exemple.
Une EURL présente aussi un avantage financier indéniable puisqu'elle permet à la fois de recourir plus facilement au crédit grâce à la confiance des partenaires financiers (le projet ayant été formalisé sous forme de société) et d'augmenter les concours financiers (par simple augmentation de capital).
Ces avantages sont d'autant plus intéressants que la création d'une EURL en ligne est aujourd'hui très aisée (de 2 à 5 fois moins cher que les tarifs habituels du marché) et le capital minimal exigé est anodin : 1 euro.
Puisque l'EURL a une personnalité morale distincte de son associé (au contraire de l'EIRL rappelons-le), il est impératif d'immatriculer la société au registre du commerce et des sociétés (RCS) pour lui donner une existence juridique. Ceci se fait une fois l'avis de constitution inséré dans un journal d'annonces légales.
Les demandes d'immatriculation des sociétés au RCS doivent se faire auprès d'un Centre de formalités des entreprises (CFE) ayant compétence dans le ressort où est situé le siège social ; il s'agira du CFE géré par la Chambre de Métiers et de l'Artisanat si l'activité est artisanale, de celui de la Chambre d'Agriculture si elle est agricole ou assimilée et de celui de Chambre de Commerce et d'Industrie dans les autres cas.
Nous noterons toutefois que les demandes d'immatriculation peuvent aussi être présentées au greffe du tribunal de commerce ou de grande instance compétent ou encore auprès du guichet unique de création d'entreprise par dépôt en ligne.
Outre l'insertion dans un journal d'annonces légales, l'immatriculation n'est possible qu'à condition que la société remplisse les conditions nécessaires à l'exercice de son activité ainsi que les formalités d'usage prescrites par la législation comme des statuts signés en bonne et due forme.

## Régime fiscal
Contrairement à la SARL, soumise par défaut à l'impôt sur les sociétés (IS), l'EURL est en principe soumise à l'impôt sur le revenu (IR).
Toutefois, si l'associé est une personne morale, l'EURL sera obligatoirement soumise à l'IS. Si l'associé est une personne physique, l'EURL peut opter pour l'impôt sur les sociétés, mais cette option est irrévocable, ou le régime spécial de la micro-entreprise.

## Sécurité sociale
Le régime de protection sociale de l'associé unique gérant d'EURL est le régime social des travailleurs non salariés (TNS). En tant que travailleur non salarié, l'associé unique gérant de l'EURL est alors automatiquement rattaché au régime des TNS et cotise au RSI.
L'affiliation diffère suivant l'activité : pour les commerçants et artisans, l'affiliation se fait auprès des caisses régionales du Régime social des indépendants (RSI) pour l'ensemble de la protection sociale.
En revanche, l'affiliation est décomposée pour les professionnels libéraux : auprès du RSI pour l'assurance maladie-maternité, de l'URSSAF pour les allocations familiales, la formation professionnelle, la CSG et la CRDS, et de la CNAPVL pour la retraite et l'invalidité-décès.
Si l'associé unique de l'EURL et le gérant sont deux personnes différentes :
- l'associé unique non gérant est au RSI s'il a une activité dans la société ; s'il n'y travaille pas, il n'est pas assujetti et n'est pas soumis à cotisations ;
- le gérant non associé est en principe au régime général de la sécurité sociale s'il est rémunéré au titre de ses fonctions ; il n'est pas assujetti et n'est pas soumis à cotisations si ses fonctions de gérant ne sont pas rémunérées ;
- le gérant non associé est par exception au RSI si l'associé unique est son conjoint ou son partenaire lié par un pacte civil de solidarité .